# 縱痕平鮋
縱痕平鮋為輻鰭魚綱鮋形目鮋亞目平鮋科的其中一種，為亞熱帶海水魚，分布於北太平洋白令海至美國加州聖地牙哥海域，棲息深度可達46公尺，體長可達56公分，棲息在海草生長的礁石區底層水域，卵胎生，生活習性不明，可做為食用魚。